# Christa Williams
Christa Williams (Königsberg in Preußen, 5 februari 1926 - München, 28 juli of 29 juli 2012) eigenlijk Christa Bojarzin, was een Duitse zangeres die vooral populair was in de jaren 50 en 60.

## Biografie
In haar kinderjaren woonde ze in Königsberg. In 1942, tijdens de Tweede Wereldoorlog, verhuisde haar familie naar München. Haar droom was om operazangeres te worden. Ze studeerde aan het Münchener Konservatorium en later aan de Hochschule für Musik in München. Haar grootste voorbeeld was Ella Fitzgerald.
Christa Williams zong bij het Bayerischen Rundfunk. In de tussentijd kreeg ze een platencontract bij Decca Records. Haar eerste grote hits waren, Oh, diese Männer (1957) en Blacky Serenade (1957). In 1958 had ze samen met zanger Jo Roland een hitje met Himmelblaue Serenade.
In 1959 nam ze deel aan het Concours Eurovision 1959, de Zwitserse preselectie voor het Eurovisiesongfestival. Deze won ze en ze mocht afreizen naar Cannes, waar ze uiteindelijk vierde werd.

## Discografie
- Oh, diese Ferien
- Pilou - Pilou
- Mach dir keine Sorgen Charly
- Was die Männer lieben
- Onkel Tom
- So wie beim allerersten Mal
- My Happiness

1956: Lys Assia + Lys Assia · 
1957: Lys Assia · 
1958: Lys Assia · 
1959: Christa Williams · 
1960: Anita Traversi · 
1961: Franca di Rienzo · 
1962: Jean Philippe · 
1963: Esther Ofarim · 
1964: Anita Traversi · 
1965: Yovanna · 
1966: Madeleine Pascal · 
1967: Géraldine · 
1968: Gianni Mascolo · 
1969: Paola · 
1970: Henri Dès · 
1971: Peter, Sue & Marc · 
1972: Véronique Müller · 
1973: Patrick Juvet · 
1974: Piera Martell · 
1975: Simone Drexel · 
1976: Peter, Sue & Marc · 
1977: Pepe Lienhard Band · 
1978: Carole Vinci · 
1979: Peter, Sue & Marc & Pfuri, Gorps & Kniri · 
1980: Paola · 
1981: Peter, Sue & Marc · 
1982: Arlette Zola · 
1983: Mariella Farré · 
1984: Rainy Day · 
1985: Mariella Farré & Pino Gasparini · 
1986: Daniela Simmons · 
1987: Carol Rich · 
1988: Céline Dion · 
1989: Furbaz · 
1990: Egon Egemann · 
1991: Sandra Simó · 
1992: Daisy Auvray · 
1993: Annie Cotton · 
1994: Duilio · 
1996: Kathy Leander · 
1997: Barbara Berta · 
1998: Gunvor · 
2000: Jane Bogaert · 
2002: Francine Jordi · 
2004: Piero Esteriore & The MusicStars · 
2005: Vanilla Ninja · 
2006: Six4one · 
2007: DJ BoBo · 
2008: Paolo Meneguzzi · 
2009: Lovebugs · 
2010: Michael von der Heide · 
2011: Anna Rossinelli · 
2012: Sinplus · 
2013: Takasa · 
2014: Sebalter · 
2015: Mélanie René · 
2016: Rykka · 
2017: Timebelle · 
2018: ZiBBZ · 
2019: Luca Hänni · 
2021: Gjon's Tears · 
2022: Marius Bear · 
2023: Remo Forrer · 
2024: Nemo · 
2025: Zoë Më
- Gemeinsame Normdatei: 134622766
- MusicBrainz: 0521a650-f22c-4437-9f7e-8b90d2167566
- Virtual International Authority File: 79700121
- WorldCat: E39PBJycR7t6Dm6p4KXBpbBpT3